# イースタンリーグ (北米)
イースタンリーグ（Eastern League）は、アメリカ合衆国の北東部で展開するマイナーリーグ（MiLB）のプロ野球リーグ。メジャーリーグ（MLB）の2つ下のAA級に属する。

## 歴史
1923年にニューヨーク・ペンシルベニアリーグとして設立された。1936年にペンシルベニア州ヨークのヨーク・ホワイトローズがニュージャージー州トレントンに移転してトレントン・セネターズとなり、最初の2州以外の初めての所属チームとなった。1938年にはペンシルベニア州スクラントンのスクラントン・マイナーズがコネチカット州ハートフォードのハートフォード・ビーズとなったのを機に、イースタンリーグと改名された。
1923年以降、アメリカ合衆国の12州及びカナダの2州の51の街のチームが在籍した。1923年から1993年までは、リーグには6つから8つのチームが所属していた。1994年にポートランド・シードッグスとニューヘブン・レイベンズが加入して10チームに拡大し、北地区と南地区の2つの地区に分かれた。1999年にアルトゥーナ・カーブとエリー・シーウルブズが加入してリーグは12チームに拡大した。2010年にコネチカット・ディフェンダーズがリッチモンドに移転したため、地区の名称も東地区と西地区に変更された。
2020年シーズンは、新型コロナウイルスの感染拡大の影響で開催中止となった
2021年シーズン開幕前行われたマイナーリーグの改編に伴い、リーグ名は「ダブルAノースイースト」（Double-A Northeast）に変更となった。
2022年よりリーグ名が元の「イースタンリーグ」に戻された。

## 所属チーム
2025年現在
| 地区           | チーム                                                             | フランチャイズ                 | 本拠地                               |
| -------------- | ------------------------------------------------------------------ | ------------------------------ | ------------------------------------ |
| ノースイースト | ビンガムトン・ランブルポニーズ Binghamton Rumble Ponies            | ニューヨーク・メッツ           | ニューヨーク州ビンガムトン           |
| ノースイースト | ハートフォード・ヤードゴーツ Hartford Yard Goats                   | コロラド・ロッキーズ           | コネチカット州ハートフォード         |
| ノースイースト | ニューハンプシャー・フィッシャーキャッツ New Hampshire Fisher Cats | トロント・ブルージェイズ       | ニューハンプシャー州マンチェスター   |
| ノースイースト | ポートランド・シードッグス Portland Sea Dogs                       | ボストン・レッドソックス       | メイン州ポートランド                 |
| ノースイースト | レディング・ファイティン・フィルズ Reading Fightin Phils           | フィラデルフィア・フィリーズ   | ペンシルベニア州レディング           |
| ノースイースト | サマセット・ペイトリオッツ Somerset Patriots                       | ニューヨーク・ヤンキース       | ニュージャージー州ブリッジウォーター |
| サウスウエスト | アクロン・ラバーダックス Akron RubberDucks                         | クリーブランド・ガーディアンズ | オハイオ州アクロン                   |
| サウスウエスト | アルトゥーナ・カーブ Altoona Curve                                 | ピッツバーグ・パイレーツ       | ペンシルベニア州アルトゥーナ         |
| サウスウエスト | チェサピーク・ベイソックス Chesapeake Baysox                       | ボルチモア・オリオールズ       | メリーランド州ブーイ                 |
| サウスウエスト | エリー・シーウルブズ Erie SeaWolves                                | デトロイト・タイガース         | ペンシルベニア州エリー               |
| サウスウエスト | ハリスバーグ・セネターズ Harrisburg Senators                       | ワシントン・ナショナルズ       | ペンシルベニア州ハリスバーグ         |
| サウスウエスト | リッチモンド・フライングスクウォーレルズ Richmond Flying Squirrels | サンフランシスコ・ジャイアンツ | バージニア州リッチモンド             |

## 優勝チーム
2000年以降
- 2000 ニューヘブン・レイブンズ
- 2001 ニューブリテン・ロックキャッツ / レディング・フィリーズ[5]
- 2002 ノーウィッチ・ナビゲーター
- 2003 アクロン・エアロズ
- 2004 ニューハンプシャー・フィッシャーキャッツ
- 2005 アクロン・エアロズ
- 2006 ポートランド・シードッグス
- 2007 トレントン・サンダー
- 2008 トレントン・サンダー
- 2009 アクロン・エアロズ
- 2010 アルトゥーナ・カーブ
- 2011 ニューハンプシャー・フィッシャーキャッツ
- 2012 アクロン・エアロズ
- 2013 トレントン・サンダー
- 2014 ビンガムトン・メッツ
- 2015 ボウイ・ベイソックス
- 2016 アクロン・ラバーダックス
- 2017 アルトゥーナ・カーブ
- 2018 ニューハンプシャー・フィッシャーキャッツ
- 2019 トレントン・サンダー
- 2020 開催中止
- 2021 アクロン・ラバーダックス
- 2022 サマセット・ペイトリオッツ
- 2023 エリー・シーウルブズ
- 2024 エリー・シーウルブズ